# Mistral AI
Mistral AI SAS es una startup francesa de inteligencia artificial (IA), con sede en París. Se especializa en modelos de lenguaje grande (LLM, por sus siglas en inglés) de pesos abiertos.

## Etimología
La empresa recibe su nombre del mistral, un viento frío y poderoso del sur de Francia.

## Historia
Mistral AI fue fundada en abril de 2023 por tres investigadores franceses de inteligencia artificial: Arthur Mensch, Guillaume Lample y Timothée Lacroix.
Mensch, experto en sistemas avanzados de IA, es ex empleado de Google DeepMind; mientras que Lample y Lacroix son especialistas en modelos de IA a gran escala que trabajaron anteriormente en Meta Platforms.
El trío se conoció durante sus estudios en la École Polytechnique.

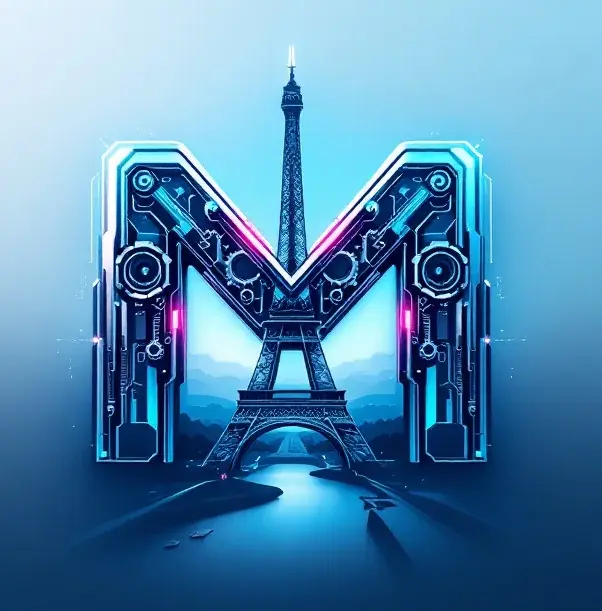
Ejemplo de una imagen generada con Le Chat, el prompt es Genera una imagen que sientas que te represente, Mistral AI

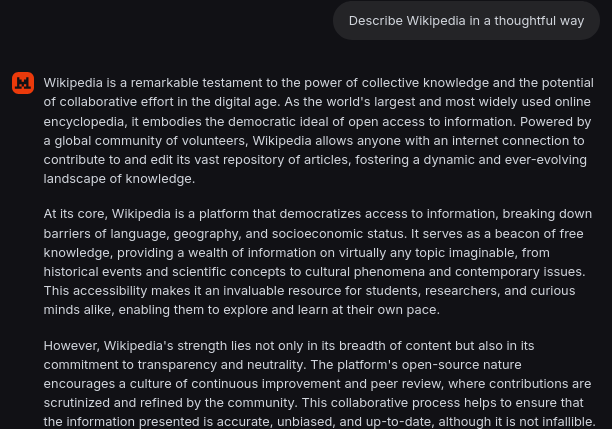
Captura de pantalla de Le Chat, el chatbot de Mistral AI, describiendo Wikipedia de manera reflexiva

## Operación de la empresa

### Filosofía
Mistral AI hace hincapié en la apertura y la innovación en el campo de la inteligencia artificial y se posiciona como una alternativa a los modelos propietarios.
La empresa ha ganado prominencia como una alternativa a los sistemas de IA propietarios, ya que busca "democratizar" la IA centrándose en la innovación de código abierto.

### Financiación
En junio de 2023, la startup realizó una primera ronda de financiación de 105 millones de euros (117 millones de dólares) con inversores como el fondo estadounidense Lightspeed Venture Partners, Eric Schmidt, Xavier Niel y JCDecaux. En ese momento, el Financial Times estimó su valoración en 240 millones de euros (267 millones de dólares).  
El 10 de diciembre de 2023, Mistral AI anunció que había recaudado 385 millones de euros (428 millones de dólares) en su segunda ronda de financiación. Esta ronda incluyó la participación del fondo californiano Andreessen Horowitz, BNP Paribas y el editor de software Salesforce.
En octubre de 2023, Mistral AI recaudó 385 millones de euros.
Para diciembre de 2023, su valoración superaba los 2.000 millones de dólares.
El 16 de abril de 2024, se reveló que Mistral estaba en conversaciones para recaudar 500 millones de euros, una operación que más que duplicaría su valoración actual, llevándola a al menos 5.000 millones de euros.
En junio de 2024, Mistral AI aseguró una ronda de financiación de 600 millones de euros (645 millones de dólares), elevando su valoración a 5.800 millones de euros (6.200 millones de dólares).
Liderada por la firma de capital de riesgo General Catalyst, esta ronda contó con contribuciones adicionales de inversores existentes. Los fondos tienen como objetivo apoyar la expansión de la empresa.  
Según la valoración empresarial, la empresa ocupa actualmente el cuarto lugar en la carrera global de la IA y el primer lugar fuera del Área de la Bahía de San Francisco, por delante de varios de sus competidores, como Cohere, Hugging Face, Inflection y Perplexity.

### Asociación con Microsoft
El 26 de febrero de 2024, Microsoft anunció una nueva asociación con la empresa para expandir su presencia en la industria de la inteligencia artificial.  
Según el acuerdo, los modelos de lenguaje de Mistral estarán disponibles en la nube Azure de Microsoft, mientras que el asistente conversacional multilingüe Le Chat se lanzará al estilo de ChatGPT.

## Servicios

### Le Chat
El 19 de noviembre de 2024, la empresa anunció actualizaciones para Le Chat.
Se añadió la capacidad de crear imágenes, en asociación con Black Forest Labs, utilizando el modelo Flux Pro.
Además, se introdujo la capacidad de buscar información en internet para proporcionar datos fiables y actualizados.
Asimismo, se lanzó el sistema Canvas, una interfaz colaborativa en la que la inteligencia artificial genera código y el usuario puede modificarlo.

#### Aplicación móvil
El 6 de febrero de 2025, Mistral AI lanzó su asistente de inteligencia artificial, Le Chat, en iOS y Android, permitiendo el acceso a sus modelos de lenguaje en dispositivos móviles.
Le Chat ofrece funciones como búsqueda web, generación de imágenes y actualizaciones en tiempo real.
Mistral AI también presentó una suscripción Pro, con un precio de 14,99 dólares al mes, que proporciona acceso a modelos más avanzados, mensajería ilimitada y navegación web.

## Rendimiento

### Mistral 7B
Mistral AI afirmó en la publicación del blog de lanzamiento de Mistral 7B que el modelo supera a LLaMA 2 13B en todas las pruebas de referencia evaluadas y está a la par con LLaMA 34B en muchas pruebas, a pesar de tener solo 7 mil millones de parámetros, un tamaño pequeño en comparación con sus competidores.

### Mixtral 8x7B
Las pruebas de Mistral AI en 2023 muestran que el modelo supera tanto a LLaMA 70B como a GPT-3.5 en la mayoría de los benchmarks.
En marzo de 2024, una investigación realizada por Patronus AI que comparó el desempeño de los LLM en una prueba de 100 preguntas con indicaciones para generar texto a partir de libros protegidos por la ley de derechos de autor de Estados Unidos encontró que GPT-4 de Open AI, Mixtral, LLaMA-2 de Meta AI y Claude 2 de Anthropic generaron texto protegido por derechos de autor textualmente en el 44 %, 22 %, 10 % y 8 % de las respuestas respectivamente.

### Mistral Large 2
Según Mistral AI, el rendimiento de Large 2 en pruebas de referencia es competitivo con Llama 3.1 405B, especialmente en tareas relacionadas con programación.

### Codestral 22B
A la fecha de su lanzamiento, Codestral 22B supera a Llama3 70B de Meta y a DeepSeek Coder 33B (78.2% - 91.6%), otro modelo enfocado en código, en la prueba de referencia HumanEval FIM.

### Mathstral 7B
Mathstral 7B logró una puntuación del 56.6% en la prueba de referencia MATH y un 63.47% en la prueba MMLU.

## Usos
Según Mistral AI, los productos de la empresa han sido utilizados por:
1. BNP Paribas
2. AXA
3. Laboratoires Pierre Fabre
4. CMA CGM
5. Zalando
6. Mirakl
7. France Travail